# Дубрівний Павло Омелянович
Дубрі́вний Павло Омеля́нович — (14 січня 1894, с. Синявка Сосницького повіту Чернігівської губернії — 10 липня 1975, Віппані, Нью-Джерсі, США) — український військовик, старшина 1-ї козацько-стрілецької (Сірожупанної) дивізії.
Учасник Першого зимового походу Армії УНР, за який отримав Залізного хреста.

## Життєпис
Народився в козацькій родині в містечку Синявка Сосницького повіту Чернігівської губернії. 1914 року закінчив Новомлинську вчительську семінарію. До 1915 року працював учителем у залізничній школі на ст. Чарджоу в Середній Азії. Звідти був покликаний до російської армії. У березні того ж року в Карпатах потрапив у полон до австрійців.
Перебував у таборі військовополонених Фрайштадт, українізованому Союзом визволення України. До 1918 року брав активну участь у культурному й громадському житті. Був почесним членом фрайштадтської «Просвіти» ім. Михайла Драгоманова (1918) та активним учасником формування українських військових частин (з полонених колишньої російської армії). У березні 1918 року в складі Січового куреня ім. гетьмана Петра Дорошенка прибув до Володимира-Волинського.
Зі спогадів Павла Омеляновича Дубрівного:
| | По приїзді вже сформованої дивізії сірожупанників на Україну я звільнився з війська і у вересні місяці 1918 р. вступив слухачем на Київські інструкторсько-кооперативні курси при Центральному Українському Кооператиному Комітеті, де прослухав повний курс. Але хвиля повстання проти «Скоропадщини» захопила (мене) і знову кинула до лав Української Армії. Ввесь час української визвольної боротьби знаходився в рядах козацтва дивізії сірожупанників, займаючи ріжні старшинські посади: ад'ютанта, інструктора, скарбника дивізії, державного інспектора полку, начальника культурно-освітнього відділу та ін. В листопаді 1920 р. з армією УНР був інтернований поляками до табору Каліш. В червні 1922 р. був прийнятий на матуральні курси при Українській господарській академії в ЧСР, де склав іспит зрілості 26 червня 1923 р. |
| — Особова справа студента факультету агрономічно-лісового, агрономічного відділу Дубрівного Павла. ЦДАВО України, ф. 3795 с, оп. 1, спр. 1801. | |

Після завершення академії працював у Львові в товаристві «Сільський господар» редактором журналу «Сільський господар». Згодом влаштувався в Яворові у філії «Сільського господаря», а потім повітовим агрономом у Калуші. З 1944 року проживав у таборі Байронті в Німеччині. Викладав в Українському технічно-господарському інституті в Реґенсбурзі. Переїхавши до США, був активним в УВАН і НТШ в Нью-Йорку. Упродовж року очолював Товариство українських інженерів у Філадельфії.
Помер 10 липня 1975 року у Віппанах (штат Нью-Джерсі). Похований у Баунд-Бруку.

## З творчого доробку
- Павло Дубрівний. Сірожупанники. Перша Українська Стрілецько-Козацька дивізія. — Торонто, 1964.